# 张天云
张天云（1913年12月—1980年7月8日），湖北省黄安县（今红安县）人，中国人民解放军中将。

## 生平
1913年12月，张天云生于湖北省黄安县（今红安县）周家田村一户贫苦农民家庭。8岁时父亲病逝，家境艰难，张天云不得不为别人放牛以糊口。13岁起，张天云独自到汉口经营小生意。
1927年末，张天云从汉口回家过春节时，正逢中国共产党领导黄安、麻城地区农民举行武装起义，即黄麻起义，张天云从此投身革命，1928年2月当选为乡苏维埃委员。1929年4月参加中国工农红军，同年加入中国共产主义青年团。1931年4月转入中国共产党。历任鄂豫皖独立第一师二团三连班长、排长、连政治指导员，参加了鄂豫皖苏区第二次至第四次反“围剿”。1932年10月，张国焘领导的红四方面军反“围剿”作战失利，主力撤出鄂豫皖苏区向西转移，张天云因伤而留在苏区。同年11月，中共鄂豫皖省委重组红二十五军，他伤愈归队任第七十四师二二二团一营三连政治指导员，后来历任第五路游击师第二一九团一连指导员，红二十五军第七十五师二二三团一营二连指导员。
红军长征到达陕北后，张天云任红十五军团第七十八师二三二团政治委员，先后参加了劳山战役、直罗镇战役、东征战役等战役。1937年抗日战争全面爆发后，历任八路军第一一五师三四四旅六八八团二营、六八七团一营政治教导员，六八七团三营营长、副团长、团长，参加了平型关战斗以及晋东南反九路围攻。1941年皖南事变后，任新四军第三师八旅二十二团团长、副旅长兼盐阜军分区副司令员，八旅旅长兼盐阜军分区司令员，参加了开辟苏北抗日根据地的斗争、盐阜区反“扫荡”以及阜宁战役、淮阴战役、淮安战役等战役。
1945年抗日战争胜利后，张天云率部进军中国东北，历任东北人民自治军第三师第八旅旅长，东北民主联军第二纵队第四、第六师师长，中国人民解放军东北野战军第八纵队副司令员，中国人民解放军第四野战军第四十五军副军长，参加了四平战役、三下江南四保临江、辽沈战役、平津战役、衡宝战役、广西战役等战役。
中华人民共和国成立后，任中国人民解放军第十二兵团第四十五军军长。1950年12月进入南京军事学院高级系学习，1952年7月毕业后到朝鲜参加抗美援朝战争，历任中国人民志愿军第四十七军军长，第十九兵团副司令员。1958年回国后，任中国人民解放军福州军区副司令员。1964年任中国人民解放军总后勤部副部长兼中国人民解放军后勤学院院长。1965年至1975年，任中国人民解放军总后勤部副部长。是中国共产党第九届中央委员会委员，第四届、第五届全国政协委员。1955年被授予中将军衔，获二级八一勋章、一级独立自由勋章、一级解放勋章。
1980年7月8日，张天云在北京病逝，享年67岁。1980年7月16日，张天云同志追悼会在八宝山革命公墓礼堂举行，追悼会由中国人民解放军总后勤部政委王平主持，总后勤部部长洪学智致悼词。